# Головина, Варвара Николаевна
Графиня Варва́ра Никола́евна Головина́, урождённая княжна Голи́цына (1766 — 11 сентября 1821) — графиня, фрейлина двора (1783), мемуаристка и художница, любимая племянница И. И. Шувалова, приближённая императрицы Елизаветы Алексеевны; кавалерственная дама ордена Святой Екатерины (1816).

## Биография
Дочь генерал-лейтенанта князя Николая Фёдоровича Голицына  (1728—1780) от его брака с  Прасковьей Ивановной Шуваловой (1737—1802), кроме неё в семье было два сына: Фёдор (1751—1827) и Иван (1759—1777). Принадлежала к двум старинным русским родам. От Шуваловых унаследовала склонность к литературе и искусству. Детство провела в имении Петровском Московской губернии, в обществе матери, женщины с мягким, добрым, хотя и нерешительным характером, любившей искусство и умевшей ценить образование. 

В 1777 году Варвара Николаевна с родителями переехала в Петербург. После смерти отца она с матерью поселилась в доме дяди, И. И. Шувалова, на углу Невского проспекта и Малой Садовой. Увлекалась рисованием и музыкой. Уроки литературного слога ей давал дядя. Она участвовала в концертах в Царском Селе и Зимнем дворце, где исполняла романсы собственного сочинения и вызывала восторги. Уже в 1783 году сделалась фрейлиной и пользовалась неизменной благосклонностью Екатерины II. Сообщая придворные новости, Е. Р. Полянская писала своему брату из Петербурга в августе 1783 года:
У нас две новые фрейлины: княжна Шувалова и племянница Ивана Ивановича, молоденькая княжна Голицына. Мне очень жаль, что ваши надежды не оправдались. Но я уверена, что черед дочерей Сенявина подойдет, им это нужнее,  чем этим двум. Которые не имеют ничего, кроме амбиций, заставляющих их искать места, которого они лишают других.

## Замужество
При дворе Варвара Николаевна познакомилась с красивым графом Николаем Николаевичем Головиным (1756—1821), правнуком генерал-фельдмаршала графа Фёдора Алексеевича Головина. Молодые люди понравились друг другу, но княгиня Голицына воспротивилась немедленному браку, находя его преждевременным. Головин отправился на четыре года в заграничное путешествие, долгое время находился в Париже, но знакомства и связи, заключённые там, не имели ничего общего ни с литературой, ни с искусством. Во Франции Головин имел связь со знаменитой «Амазонкой свободы» Теруань де Мерикур и сумел обзавестись внебрачным сыном (фамилия Ловин) и дочерью (была выдана замуж за де Ри-виера Гессенского, посланника в Петербурге), о них впоследствии пришлось заботиться Варваре Николаевне.

По возвращении из путешествия графа Головина Варвара Николаевна 4 октября 1786 года вышла за него замуж. Свадьба была отпразднована в Зимнем дворце, императрица лично надевала на невесту бриллианты. Супруги производили впечатление счастливой пары. Граф Головин вызывал противоречивую оценку современников, большей частью недоброжелательную. Будучи в 34 года полковником, он не испытывал склонности ни к воинской, ни к гражданской службе, но отличался всегда строгой честностью. В действительности, он был пустой фат и мот, и не сумел сделать жену счастливой. По словам А. Чарторыйского, дом графини Головиной отличался от других домов в Петербурге. Здесь не было ежедневных вечеров, а было небольшое избранное общество. Хозяйка дома остроумная, чувствительная, восторженная, обладала талантами и любовью к изящным искусствам». Из-за её резвости и насмешливости она получила в обществе прозвание «маленький драгунчик». Художница Мари Виже-Лебрён отмечала, что графиня Головина:
Отличалась незаурядным умом и разнообразными талантами. Прекрасно рисовала и сочиняла изящные романсы, которые сама же пела, аккомпанируя себе на фортепиано. Она прекрасно знала все литературные новости Европы, которые становились ей известны одновременно с их появлением в Париже. Её близкая приятельница, графиня Анна Толстая, тоже красавица, имела, однако, не столь живой темперамент, но возможно, именно сей контраст и способствовал их дружбе.
После смерти императрицы Екатерины II Головина потеряла расположение Марии Фёдоровны, которую искренне любила и уважала. В 1796 году граф Головин был назначен гофмейстером придворного штата великого князя Александра Павловича (будущего Александра I), его жена Елизавета Алексеевна горячо привязалась к Головиной и последняя на всю жизнь осталась её другом, хотя придворные интриги позже их разлучили. 
В это же время графиня Головина сблизилась с французской эмигранткой принцессой де-Тарант и под её влиянием перешла в католичество. В 1802 году де-Тарант по семейным делам уехала во Францию. Через несколько месяцев графиня Головина вместе с семьёй последовала за ней. В Париже они были приняты в высшем обществе Сен-Жерменского поместья, но начало наполеоновских войн вынудило их вернуться в Россию. Обладая скудными средствами, де-Тарант приняла предложение Головиной и поселилась в её доме. Две подруги были неразлучны до самой смерти принцессы в 1814 году.
Благодаря хлопотам мужа, 9 апреля 1816 года графиня Головина была пожалована в кавалерственные дамы ордена Св. Екатерины (малого креста), а её младшая дочь во фрейлины. В 1818 году по состоянию здоровья она совершила свою вторую поездку во Францию. Вернувшись ненадолго в Россию, в 1820 году она вновь отправилась туда. Умерла от рака груди в Париже и была похоронена на кладбище Пер-Лашез. В своих мемуарах, созданных под руководством императрицы Елизаветы, описала придворную жизнь при Екатерине II и Павле.

## Сочинения
- Записки графини Варвары Николаевны Головиной. Архивная копия от 19 мая 2017 на Wayback Machine — СПб., 1900. — 286 с.

## Дети
В браке Варвара Николаевна имела четырёх детей:
- Николай (20.06.1787[5]—21.06.1787), крещен 20 июня 1787 года в церкви Успения Пресвятой Богородицы на Сенной при восприемстве князя П. А. Голицына и А. О. Бобрищевой-Пушкиной. «В двадцать лет я пережила ужасные роды, — вспоминала Головина, — на восьмом месяце беременности тяжелая корь едва не свела меня в могилу. Мое нездоровье отозвалось и на ребенке. Я смертельно страдала. Пришлось прибегнуть к инструментам. Я терпеливо вынесла эту жестокую операцию. Ребенок умер через сутки, но я узнала об этом лишь спустя три недели. Я быстро поправилась, но тяжелое душевное настроение оставалось у меня долгое время».
- Прасковья (1790—1869), автор «Воспоминаний», перешла в католичество, с 1819 года жена графа Яна  Фредро (1784—1845).
- Софья (14.10.1792[6]—1793), крещена 16 октября 1792 года в церкви Успения на Сенной при восприемстве И. И. Шувалова и сестры Прасковьи; прожила всего пять месяцев.
- Елизавета (1795—1867), фрейлина, перешла в католичество, была замужем за дипломатом Л. С. Потоцким (1789—1850).

- Варвара Головина на портрете Ф. С. Рокотова
- Прасковья, дочь
- Елизавета, дочь